# Oráculos caldeos
Se llama oráculos caldeos a unos textos fragmentarios del siglo II d. C. consistentes principalmente en comentarios griegos a un único poema (que pueden haber sido compilaciones de varias fuentes oraculares, a juzgar por los cambios de tema aleatorios) que se cree procede de la región de Caldea (centro de Mesopotamia, incluida Babilonia). Parecen ser una combinación sincrética de elementos neoplatónicos con otros de origen persa o babilónico. Filósofos griegos, como Proclo y Jámblico, los tenían en alta estima. Cuando los Padres de la Iglesia y otros escritores de la Antigüedad Tardía aluden a «los caldeos», se refieren probablemente a esta tradición.
Un análisis de los oráculos caldeos demuestra una similitud con las enseñanzas neoplatónicas de la época: el esquema metafísico de los oráculos caldeos comienza con una deidad absolutamente trascendente llamada Padre, con quien reside el Poder o dynamis, un principio productivo del que parece proceder el Intelecto. Este Intelecto tiene una doble función: contemplar las Formas del dominio puramente intelectual del Padre, y fabricar y gobernar el dominio material. En esta última función el Intelecto es Hécate.[cita requerida]
De Hécate procede el Mundo-Alma, del que a su vez emana la materia y el orden de la Naturaleza, gobernadora del dominio sublunar. De la Naturaleza procede el Destino, que capaz de esclavizar la parte inferior del alma humana. El objetivo de la existencia humana es entonces purificar el alma inferior de todo contacto con la Naturaleza y el Destino llevando una vida de austeridad y contemplación. La iniciación se logra mediante un ascenso a través de las esferas, durante la cual el alma se deshace de varios aspectos de su parte inferior, y se convierte en intelecto puro.[cita requerida]
En esta función de barrera, o más apropiadamente «alma», Hécate separa dos «fuegos», esto es, el fuego puramente intelectual del Padre y el fuego material del que se creó el cosmos, y media toda la divina influencia sobre el dominio inferior.
[cita requerida]
En la base de todo está la Materia creada, hecha por el Intelecto Demiúrgico. La materia más alejada del Dios Altísimo (el Primer Padre o Uno) era considerada una densa cáscara desde la que el alma iluminada debe surgir, desprendiéndose de sus prendas corporales. Se recomienda una combinación de conducta ascética y ritual correcto para liberar el alma de la reclusión y las limitaciones de la materia, y para defenderla contra los poderes demoníacos que acechan en algunos de los reinos entre los Dioses y los mortales.

## Origen
Se desconoce el origen de los textos. Algunos han afirmado que los oráculos caldeos, en la forma en la que se conservan, eran atribuidos a Juliano el Teurgo, hijo de Juliano el Caldeo, que sirvió en el ejército romano durante la campaña de Marco Aurelio contra los cuados. Juliano afirmaba haber salvado al campamento romano de una grave sequía provocando una tormenta, aunque al menos otros cuatro grupos religiosos proclamaban ser los autores de la misma. Las circunstancias de la escritura de los oráculos son misteriosas, siendo la explicación más plausible que Juliano los daba tras entrar en una especie de trance similar al de los oráculos arcaicos de Grecia.
Si fueron compuestos o no por Juliano o si son en algún sentido traducciones de unos supuestos originales caldeos, los oráculos son principalmente un producto del sincretismo helénico (y más precisamente alejandrino) como se practicaba en el crisol cultural en ebullición que fue Alejandría, y se les atribuyó la encarnación de muchas de las principales características de la «filosofía caldea». Gozaron de la mayor estima durante toda la Antigüedad Tardía, y por parte del neoplatonismo posterior, aunque fueron criticados frecuentemente por Agustín de Hipona. Las doctrinas contenidas en ellos han sido atribuidas por algunos a Zoroastro.

## Importancia de los oráculos
La esencia de la civilización helenística fue la fusión del núcleo helénico de creencias religiosas y organización social con las culturas persa-babilónica («Caldea») y egipcia, incluyendo sus misteriosos y entusiastas cultos y sabiduría tradicional. Los pensadores helenísticos filosofaron sobre la mitología y los cultos, así como sobre las proclamas oraculares extranjeras y las tradiciones populares iniciáticas. La filosofía que surgió de estas dos áreas, o que simplemente se les atribuyó, era considerada poseedora del conocimiento transmitido desde las tradiciones más antiguas.
En Egipto, el intento de filosofar y sintetizar el contenido religioso antiguo resultó en parte en los escritos normalmente atribuidos a Hermes Trimegisto. Los oráculos caldeos son una empresa paralela, a una escala menor, por filosofar el saber de Caldea. Sin embargo, en lugar de la prosa que surgió de Egipto, los oráculos caldeos se originaron de fragmentos de un único poema misterioso, que no se ha conservado completo. Con mucho, el mayor número de fragmentos conocidos del poema se encuentra en los libros de los filósofos platónicos posteriores, quienes desde la época de Porfirio, y probablemente de la de Plotino, tuvieron a estos oráculos en la mayor estima. Jámblico de Siria aludió frecuentemente a los oráculos y los mezcló con sus propias ideas.

## Caldea
«Caldea» es el nombre usado para Babilonia por los griegos del siglo IV y posteriores. Es la forma en la que transliteraban el nombre asirio Kaldū, que era una zona al sureste de Babilonia hacia la costa del Golfo Pérsico. El término «oráculos» fue probablemente otorgado a estos escritos para destacar el sentido de que tenían una naturaleza profunda y muy misteriosa. A las sibilas clásicas, los griegos posteriores añadieron la «sibila pérsica» o «sibila babilónica», a quien se imaginaba que los caldeos veneraron en el mismo grado que los griegos al oráculo de Delfos.
Los oráculos caldeos fueron incorporados a la tradición ocultista del siglo XIX y traducidos al inglés por William Wynn Westcott en 1895.